# Akadeemia tee
La route de l'Académie (estonien : Akadeemia tee) est une rue de Tallinn en Estonie,,
.

## Présentation
La rue Akadeemia tee traverse les quartiers de Kadaka et Mustamäe dans l'arrondissement de Mustamäe et le quartier de Väike-Õismäe dans l’arrondissement d'Haabersti.
La rue a une longueur de 2 km.

## Transports
La rue est empruntée par la ligne de trolleybus n° 3.
Les lignes de bus n° 9, 11, 13, 20, 20A, 23 et 36 passent aussi dans la rue.

## Lieux et monuments de la rue
La rue compte de nombreux établissements de l'Université de Technologie de Tallinn :
- Akadeemia tee 1 - Bibliothèque académique
- Akadeemia tee 1 - Institut Technomedicum.
- Akadeemia tee 3 - Centre scientifique d'études économiques.
- Akadeemia tee 3 - Faculté d'économie.
- Akadeemia tee 3 - Faculté des Sciences Sociales.
- Akadeemia tee 3 - Cafétéria de l'Université .
- Akadeemia tee 5 - 1er Projet standard de logement étudiant 1-317-19.
- Akadeemia tee 7/1 - 2ème Projet standard de logement étudiant II 1-317-19,
- Akadeemia tee 7/2 - 3ème Résidence étudiante III, Village étudiant
- Akadeemia tee 7a - Résidence étudiante
- Akadeemia tee 11/1 - Auberge académique. Route de l'Académie
- Akadeemia tee 11/2 - résidence étudiante, Akadeemia tee
- Akadeemia tee 15 - Institut Technomedicum de médecine clinique.
- Akadeemia tee 15a - Institut des systèmes marins.
- Akadeemia tee 21 - Institut de Cybernétique.
- Akadeemia tee 23 - Institut de Physico-chimie et biologie.
- Akadeemia tee 23 - Maison des scientifiques de Tallinn.

## Galerie
| #  | Image | Nom                                         |
| -- | ----- | ------------------------------------------- |
| 1  |       | Bibliothèque de l'Université de technologie |
| 22 |       |                                             |
| 48 |       | Résidence universitaire.                    |
|    |       | Résidence universitaire.                    |
|    |       | Université de technologie.                  |
|    |       | Super-marché Konsum.                        |